# Tin Alley
Tin Alley ist ein Rock-Trio aus Australien. 

## Bandgeschichte
Tin Alley wurde 2007 von den Brüdern Paul Siourthas, Jim Siourthas und Peter Hofbauer in Melbourne gegründet. 2007 veröffentlichten sie das Studioalbum Everyturn und ihre Debüt-Single In Your Hands und erreichten damit Platz 13 zwischen John Butler und Sneaky Sound System in den australischen Indie-Charts. Im Jahr 2009 veröffentlichten Tin Alley Out Of Control, das für fünf Wochen in Folge Platz 1 der AMO-Charts (Australian Music Office) und außerdem Platz 1 der AIR-Charts (Australian Independent Record Labels Association) belegte. Im November 2009 erreichte Out Of Control Platz 7 in den australischen ARIA-Singlecharts und hielt sich sechs Wochen in den Top 20 der ARIA Charts.
Tin Alley brachten Anfang 2010 eine Sonderveröffentlichung von Out Of Control heraus, die von Luke Chable geremixt wurde, der auch schon mit TV Rock und Nubreed zusammengearbeitet und Features oder Dance-Compilations mit Paul Van Dyk, Deep Dish, und Jonathan Lisle veröffentlichte. Im Februar 2010 wurde der Dance-Mix von Out Of Control (von Luke Chable und Tin Alley) in vielen Shows und auf vielen Radiosendern in ganz Australien gespielt.

## Diskografie
Alben
- 2007: Everyturn
- 2009: Out of Control

Singles
- 2007: In Your Hands
- 2009: Out of Control